# دياني لومير
دياني لومير (بالإنجليزية: Diane Lemaire)‏ هي مهندسة طيران أسترالية، ولدت في 2 فبراير 1923، وتوفيت في 27 أكتوبر 2012.